# Julien Falchero
Julien Falchero (Valence, 2 maart 1997) is een Frans autocoureur.

## Carrière
Falchero begon zijn autosportcarrière in 2015 in de V de V Challenge Monoplace, waarin hij voor het team GSK Grand Prix tweede werd in het kampioenschap met één overwinning, zeven podiumplaatsen en 474,5 punten. Tevens maakte hij tijdens het seizoen voor GSK zijn debuut in de Formule Renault 2.0 Alps tijdens het voorlaatste raceweekend op het Misano World Circuit Marco Simoncelli en eindigde de races als negentiende en vijftiende. Daarnaast reed hij ook voor GSK in het laatste raceweekend van de Eurocup Formule Renault 2.0 op het Circuito Permanente de Jerez en werd hier tweemaal achttiende en eenmaal tweeëntwintigste.
In 2016 maakte Falchero zijn fulltime debuut in zowel de Eurocup als de Formule Renault 2.0 NEC voor het team R-ace GP. In beide kampioenschappen eindigde hij als dertiende in de eindstand. In de Eurocup behaalde hij drie zevende plaatsen als beste resultaat en scoorde 32,5 punten. In het NEC was een zesde plaats zijn beste uitslag, waardoor hij met 124 punten het seizoen eindigde.
In december 2016 nam Falchero deel aan testsessies in de GP3 Series voor het team Campos Racing. Hierin maakte hij voldoende indruk om in 2017 voor het team deel te nemen aan een volledig seizoen in het kampioenschap. Hij kende een moeilijke start van het jaar, maar in de tweede seizoenshelft wist hij regelmatig punten te scoren, met een vijfde plaats op Spa-Francorchamps als hoogtepunt. Met 16 punten werd hij vijftiende in de eindstand.
In 2018 bleef Falchero actief in de GP3, maar maakte hij de overstap naar het team Arden International.